# Sitio de Antioquía (1097-1098)
El sitio o toma de Antioquía fue un conflicto armado que tuvo lugar durante la primera Cruzada y que, en realidad, consistió en dos batallas. La primera, entre el 21 de octubre de 1097 y el 2 de junio de 1098, en la que los cruzados sitiaron y conquistaron Antioquía. Durante la segunda, entre el 7 y el 28 de junio de 1098, los musulmanes intentaron retomar la ciudad. Ambas batallas se saldaron con triunfo católico y la ciudad de Antioquía se convirtió en la capital de un nuevo estado cruzado: el Principado de Antioquía.

## Antecedentes
Antioquía había sido recientemente arrebatada al Imperio bizantino por los selyúcidas en 1085. Las fortificaciones bizantinas databan de la época de Justiniano I pero habían sido reconstruidas y reforzadas recientemente. Como los selyúcidas habían conseguido la ciudad gracias a la traición, los muros permanecieron intactos. Su gobernador desde 1088, Yaghi-Siyan, era bien consciente del ejército cruzado que en 1097 marchaba a través de Anatolia, y pidió ayuda sin éxito a los estados musulmanes vecinos. A fin de prepararse para la llegada de los francos (o frany, como los musulmanes llamaban a todos los occidentales), hizo apresar al patriarca ortodoxo de Antioquía, Juan VII el Oxita, y expulsó de la ciudad a toda la población griega y armenia ortodoxa, aunque permitió quedarse a los que profesaban la fe siríaca.

## Llegada de los cruzados
Las tropas cruzadas llegaron al río Orontes, a las afueras de Antioquía, el 20 de octubre de 1097. Los tres líderes principales de la cruzada, Raimundo de Tolosa, Godofredo de Bouillón y Bohemundo de Tarento, no estaban de acuerdo respecto a qué estrategia adoptar. Raimundo era el único que quería lanzar un ataque directo, mientras que Godofredo y Bohemundo preferían levantar un asedio. Al final, Raimundo dio su brazo a torcer y los cruzados comenzaron el sitio a la ciudad el 21 de octubre. Las fortificaciones bizantinas eran lo bastante fuertes como para resistir un ataque directo,  aunque Yaghi-Siyan no habría tenido suficientes hombres como para defender adecuadamente la ciudad, de modo que se sintió aliviado al comprobar que los cruzados habían decidido no atacar inmediatamente.
Bohemundo acampó con sus hombres en la esquina noreste de la ciudad, frente a la Puerta de San Pablo. Raimundo estableció su campamento más al oeste, frente a la Puerta del Perro. Y Godofredo se asentó con sus fuerzas en la Puerta del Duque, aún más al oeste, en un lugar donde un puente de botes cruzaba el Orontes hacia la aldea de Talenki. Hacia el sur se encontraba la Torre de las Dos Hermanas y, en la esquina noroeste, la Puerta de San Jorge que, al no estar bloqueada por los cruzados, fue utilizada durante todo el asedio para introducir alimentos en la ciudad. Al sur y al este se hallaba la zona de colinas conocida como Monte Silpius, donde se encontraban la ciudadela y la Puerta de Hierro.

## Primer asedio
A mediados de noviembre se sumó a la fuerza sitiadora con sus hombres el sobrino de Bohemundo, Tancredo, Príncipe de Galilea, y una flota genovesa llegó al puerto de San Simeón, actual Samandağ, cargada de suministros. El asedio prosiguió, y en diciembre Godofredo cayó enfermo, al tiempo que los suministros empezaban a escasear y se cernía sobre los cruzados la amenaza del invierno. Ante lo desesperado de la situación, Roberto II de Flandes tomó unos 20.000 hombres y se desplazó al sur para recoger toda la comida posible. Aprovechando su ausencia, Yaghi-Siyan ordenó realizar una salida a través de la Puerta de San Jorge y atacó el campamento de Raimundo al otro lado del río, en Talenki. Este logró rechazar el ataque, pero no fue capaz de capturar la ciudad en la confusión de la retirada.
Mientras tanto, Bohemundo y Roberto fueron atacados en sus campamentos por Duqaq de Damasco, quien había marchado hacia el norte en ayuda de Antioquía. Aunque los cruzados lograron la victoria, se vieron obligados a retirarse de las afueras de la ciudad con muy poca comida. El mes acabó con malos presagios para ambos bandos: hubo un terremoto el 30 de diciembre, apareció la aurora polar la noche siguiente, y las semanas posteriores trajeron tal cantidad de lluvias y tiempo frío, totalmente alejadas del clima habitual, que Duqaq tuvo que volver a casa sin proseguir su enfrentamiento con los cruzados. 

### Hambre
A causa de la escasez de alimentos, hubo mucha hambre en el campamento cruzado, lo que ocasionó la muerte de hombres y caballos: uno de cada siete hombres era incapaz de moverse por la desnutrición, y solo 700 caballos sobrevivieron. Se dice en las crónicas que algunos de los soldados más pobres, restos de la Cruzada de los pobres liderada por Pedro de Amiens el Ermitaño, se convirtieron en caníbales, alimentándose con los cuerpos de turcos muertos. Otros comieron caballos, aunque algunos caballeros prefirieron morirse de hambre. Los cristianos locales, así como el patriarca ortodoxo exiliado Simeón, que ahora residía en Chipre, trataron de hacer llegar alimentos a los cruzados, pero eso no aplacó el hambre. Las deserciones empezaron hacia enero de 1098, incluyendo a Pedro el Ermitaño, aunque este fue pronto localizado y devuelto al campamento por Tancredo, con su prestigio muy disminuido.

### La marcha de Taticio
En febrero, el general y legado del Imperio bizantino Taticio, que había permanecido con los cruzados como asesor y representante del emperador Alejo I Comneno, abandonó de pronto el ejército cruzado. Según Ana Comnena, que presumiblemente habló con el propio Taticio, los cruzados se negaban a escuchar sus consejos y Bohemundo le había informado de que los demás líderes estaban planeando matarle, pues creían que Alejo estaba conspirando secretamente con los turcos. Bohemundo, por otra parte, afirmó que la marcha de Taticio constituía traición o cobardía, razón suficiente como para anular cualquier obligación de devolver Antioquía a los bizantinos, y que él también se iría a no ser que se le permitiera quedarse con Antioquía una vez capturada.
Sabedores de que Bohemundo planeaba tomar la ciudad para sí mismo, y de que probablemente él era el responsable de haber provocado la marcha de Taticio con el fin de hacerse más fácilmente con el control, Godofredo y Raimundo no cedieron a su chantaje, pero los caballeros inferiores y los soldados querían ver reconocidas las demandas de Bohemundo y él se ganó sus simpatías. Durante estos hechos, Yaghi-Siyan seguía buscando ayuda de sus vecinos, y un ejército bajo el mando de Ridwan llegó a Antioquía procedente de Alepo. Como Duqaq antes que él, también fue derrotado y tuvo que retirarse tras una batalla en Harim, a las afueras de Antioquía, el 9 de febrero.

### Refuerzos ingleses
En marzo, una flota inglesa dirigida por Edgar Atheling, depuesto rey de Inglaterra, llegó al puerto de San Simeón desde Constantinopla, donde vivía exiliado. Trajeron material para la construcción de máquinas de asedio, pero casi se pierde el 6 de marzo, cuando Raimundo y Bohemundo (ninguno de los cuales confiaba en el otro lo suficiente como para permitirle la entrega del material por su cuenta) fueron atacados en el camino de vuelta a Antioquía por un destacamento de Yaghi-Siyan.  Con la ayuda de Godofredo, sin embargo, el destacamento fue derrotado y los materiales fueron recuperados. Aunque la flota y el material militar habían sido proporcionados por el emperador Alejo a Edgar, los cruzados no consideraron que se tratara de asistencia directa bizantina. Se pusieron a trabajar en la construcción de máquinas de asedio y de una fortaleza, llamada La Mahomerie, que bloqueara la Puerta del Puente y evitara que Yaghi-Siyan atacara la línea de suministro de los cruzados que se iniciaba en los puertos de San Simeón y Alejandreta. También repararon el monasterio abandonado al oeste de la Puerta de San Jorge que todavía se utilizaba para el suministro de alimentos a la ciudad. Tancredo, con 400 marcos de plata, guarnicionó el antiguo monasterio, al que se refieren las crónicas como el «Fuerte de Tancredo»,  mientras que Raimundo de Tolosa se hizo con el control de La Mahomerie. Acordonada la, hasta entonces, bien defendida ciudad, el asedio comenzó a producir efectos y la alimentación de los cruzados mejoró con la llegada de la primavera.

### La embajada fatimí
En abril, una embajada fatimí procedente de Egipto llegó al campamento cruzado con la esperanza de establecer una paz con los cristianos que eran, al fin y al cabo, enemigos de sus enemigos, los Selyúcidas. Pedro el Ermitaño, que dominaba el árabe, fue enviado a negociar, pero sin éxito. Los fatimíes, que consideraban a los cruzados simples mercenarios a sueldo de los bizantinos, estaban dispuestos a tolerar que los cristianos se adueñaran de Siria siempre que no atacaran la Palestina fatimí, situación de hecho aceptada por Egipto y Bizancio antes de las invasiones turcas. Pero los cruzados no podían aceptar ninguna solución que no les diera el control de Jerusalén. Los fatimíes fueron tratados con hospitalidad y agasajados con regalos procedentes del botín obtenido de los turcos derrotados en marzo, pero no se llegó a ningún acuerdo definitivo.

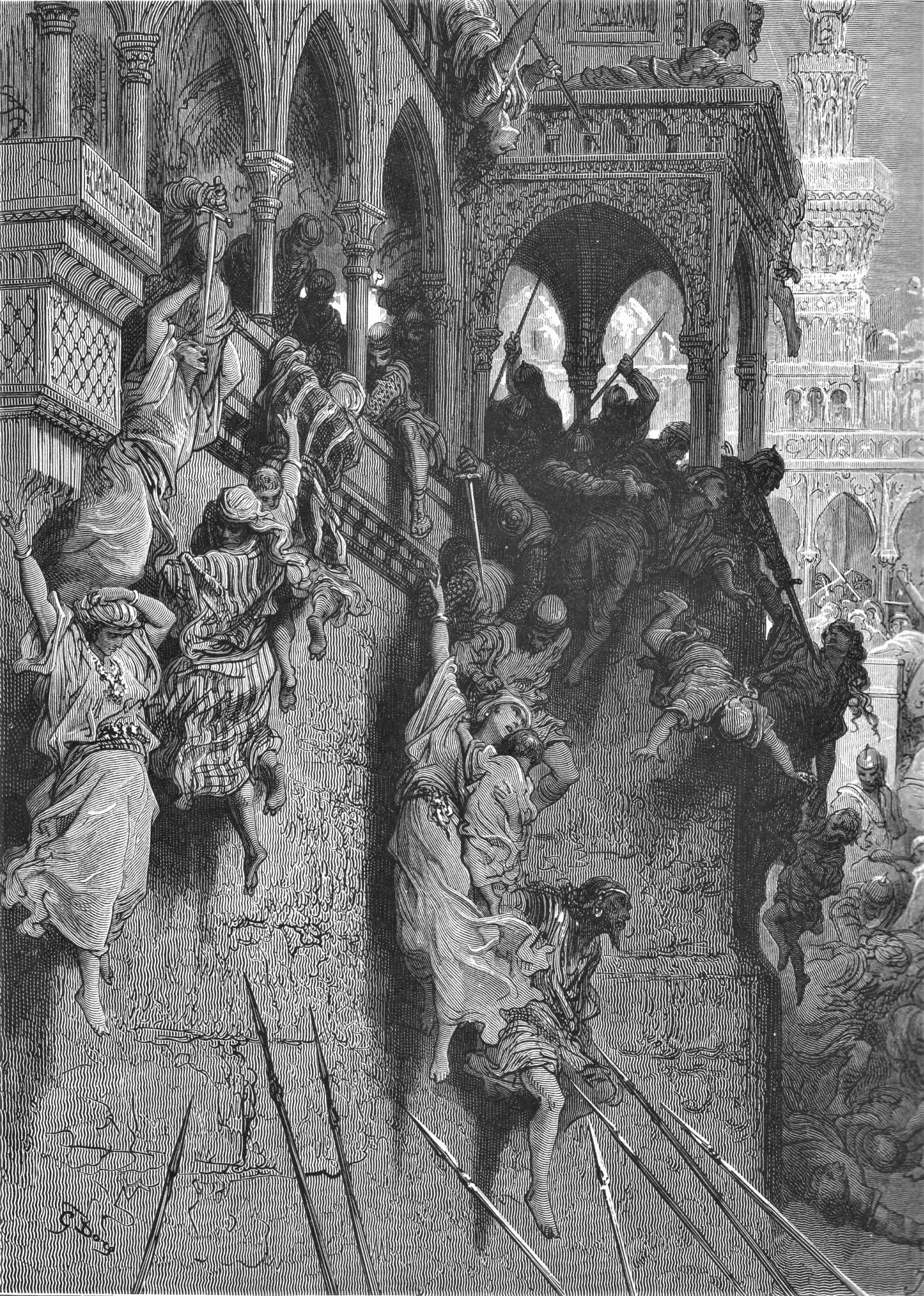
La masacre de Antioquía, por Gustave Doré.

## Captura de Antioquía
El asedio continuó y, a finales de mayo de 1098, un ejército musulmán procedente de Mosul bajo el mando de Kerbogha se aproximó a Antioquía. Este ejército era mucho más grande que los enviados previamente para levantar el asedio. Ridwan y Duqaq se unieron a Kerbogha y bajo su mando se hallaban también tropas persas y de la dinastía ortúquida de Mesopotamia. Los cruzados pudieron prepararse con antelación para su llegada porque Kerbogha atacó primero Edesa durante tres semanas, enclave que no pudo recapturar de Balduino de Boulogne, que la había conquistado en 1098.
Los cruzados sabían que tendrían que tomar la ciudad antes de que llegara Kerbogha si querían tener alguna oportunidad de sobrevivir. Bohemundo trabó conocimiento en secreto con Firuz, un mercenario armenio que controlaba la Torre de las Dos Hermanas y que, deseoso de vengarse de Yaghi-Siyan por haberle confiscado sus bienes, consintió en ser sobornado para abrir las puertas. Convenida la traición, Bohemundo ofreció a los demás líderes dejarles entrar, a través de Firuz, si aceptaban que él tomase la ciudad para sí. Raimundo enfureció y sostuvo que la ciudad debía ser entregada al emperador Alejo, como así lo habían acordado en Constantinopla el año anterior, pero los demás, ante lo desesperado de la situación, accedieron a sus demandas.
A pesar de ello, el 2 de junio, Esteban de Blois y algunos otros cruzados abandonaron el ejército. Unas horas más tarde, Firuz dio instrucciones a Bohemundo para que fingiera una marcha al encuentro de Kerbogha y, a continuación, regresara a la ciudad por la noche y escalara los muros con su ayuda. Así lo hicieron, Firuz abrió las puertas y se produjo una masacre. Los cristianos que quedaban en la ciudad abrieron las otras puertas y muchos participaron en la matanza, aniquilando a tantos turcos como pudieron. Los cruzados, además de a musulmalnes, mataron también a algunos cristianos, incluyendo al hermano de Firuz. Yaghi-Siyan huyó, pero fue capturado en las afueras de la ciudad, decapitado y su cabeza entregada a Bohemundo.

## El segundo asedio

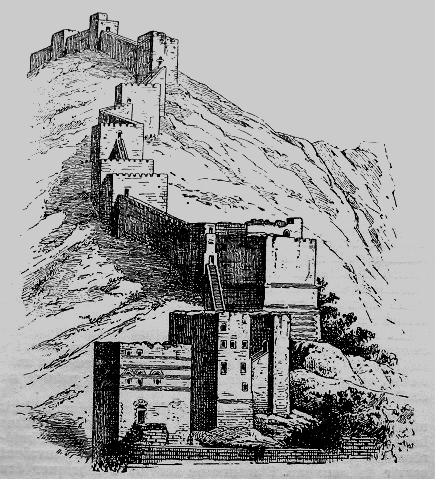

Al final del día 3 de junio, los cruzados tenían el control de la mayor parte de la ciudad, a excepción de la ciudadela, que permaneció en manos del hijo de Yaghi-Siyan, Shams ad-Daulah. Juan el Oxita fue rehabilitado como patriarca por Ademar de Monteil, el legado papal, que deseaba mantener buenas relaciones con los bizantinos, especialmente al ver como Bohemundo pretendía quedarse la ciudad para él. Sin embargo, había escasez de alimentos, y el ejército de Kerbogha se acercaba. Llegó dos días después, el 5 de junio, e intentó, sin éxito, tomar por asalto la ciudad el 7 de junio. Para el 9 de junio, ya había completado su asedio en todo el perímetro de Antioquía.
Más cruzados habían desertado antes de que Kerbogha llegara y se unieron a Esteban de Blois en Tarso. Esteban había visto al ejército de Kerbogha acampado cerca de Antioquía y asumió que toda esperanza era vana. Los desertores confirmaron sus temores. En el camino de regreso a Constantinopla se encontraron con Alejo, que se dirigía a ayudar a los cruzados y no sabía ni que habían conquistado la ciudad ni que ahora ellos mismos estaban sitiados. Esteban le convenció de que el resto de los cruzados estaban prácticamente muertos y sus fuerzas de reconocimiento le informaron de que había otro ejército selyúcida en Anatolia. Así que el emperador decidió volver a Constantinopla y no plantar batalla.

### Descubrimiento de la Lanza Sagrada
Mientras tanto, en Antioquía, el 10 de junio, un pobre e insignificante monje llamado Pedro Bartolomé dio a conocer que había tenido visiones de San Andrés, quien le dijo que la Lanza Sagrada estaba dentro de la ciudad, enterrada en la catedral de San Pedro. Los hambrientos cruzados eran propensos a visiones y alucinaciones, y otro monje llamado Esteban de Valence afirmó haber visto a Cristo y a la Virgen María. El 14 de junio un meteoro fue visto caer en el campamento enemigo, lo que se interpretó como un buen augurio. Aunque Ademar desconfiaba de Pedro porque había visto una reliquia de la Santa Lanza en Constantinopla, Raimundo le creyó. El día siguiente por la mañana, 15 de junio, doce hombres entre los que se encontraban el conde Raimundo de Tolosa, el historiador Raimundo de Aguilers y Guillermo, obispo de Orange, empezaron a cavar en el sitio indicado en busca de la reliquia. Cavaron sin éxito durante todo el día y el conde abandonó decepcionado. Entonces, Pedro Bartolomé saltó al hoyo y enseguida descubrió una pieza de hierro que, posteriormente, la práctica totalidad del ejército creyó ser la verdadera reliquia de la Lanza Sagrada. Raimundo lo consideró como una señal divina de que sobrevivirían y, en lugar de rendirse,  se preparó para la batalla final. Pedro informó posteriormente de otra visión en la que San Andrés ordenaba al ejército cruzado ayunar durante cinco días —aunque ya se estaban muriendo de hambre—  y les prometía la victoria si eran capaces de cumplir el ayuno.
Bohemundo también se mostró escéptico sobre la Santa Lanza, pero no hay duda de que su descubrimiento aumentó la moral de los cruzados. También es posible que Pedro pusiera en boca de San Andrés lo que sabía que era la voluntad de Bohemundo. Este conocía, a través de espías situados en el campamento de Kerbogha, que las diferentes facciones enemigas distaban mucho de presentar un frente unido. De hecho, el propio Kerbogha era sospechoso, a los ojos de varios emires, de pretender la soberanía de Siria y era considerado más peligroso para sus intereses que los invasores cristianos.
El 27 de junio, Pedro el Ermitaño fue enviado por Bohemundo a negociar con Kerbogha. Las negociaciones no llegaron a buen puerto y la batalla contra los turcos devino inevitable. Bohemundo organizó su ejército en seis divisiones. Se puso al mando de una de ellas y encargó la jefatura de las otras cinco a los siguientes líderes cruzados: Hugo I de Vermandois y Roberto II de Flandes, Godofredo, Roberto II de Normandía, Ademar de Monteil, y Tancredo y Gastón IV de Bearne. Raimundo, que había caído enfermo, permaneció dentro de la ciudad, con doscientos hombres, cercando y vigilando la ciudadela que se hallaba todavía en manos de Ahmed Ibn Marwan.

## Batalla de Antioquía
El lunes, 28 de junio, los cruzados salieron por la puerta de la ciudad con Raimundo de Aguilers llevando la Lanza Sagrada delante de ellos. Kerbogha desoyó el consejo de su comandante militar que le recomendó atacar las divisiones cristianas una por una y prefirió esperar a que estuvieran todas plantadas en el campo de batalla para acabar con ellas de un solo golpe. Cuando se completó el despliegue comprobó que había subestimado su tamaño, dudó de sus fuerzas y envió un emisario para discutir los términos de una tregua, pero los francos no quisieron oírlo y continuaron su avance. Fingió entonces retirarse para atraer a los cruzados a un terreno más difícil mientras sus arqueros castigaban constantemente el avance enemigo. También envió un destacamento al flanco izquierdo cristiano que no estaba protegido por el río, pero Bohemundo había previsto la eventualidad y rápidamente formó una séptima división bajo el mando de Reginald de Toul que frustró la maniobra. Los turcos estaban causando muchas bajas, incluido el portaestandarte de Ademar, y Kerbogha ordenó incendiar el campo de batalla entre su posición y los cruzados, sin que esta medida disuadiera a los cristianos. Afirmaban que San Jorge, San Demetrio y San Mauricio cabalgaban y luchaban a su lado. La batalla fue breve. Antes de que los cruzados llegaran a la línea de Kerbogha, Duqaq y muchos otros emires habían desertado. Con ello, la ventaja numérica del ejéricito turco quedó neutralizada y muy pronto las fuerzas que quedaban emprendieron la retirada.

## Consecuencias
Al huir Kerbogha, la ciudadela comandada por Ahmed ibn Marwan se rindió, pero no a Raimundo, sino a Bohemundo. Parece ser que así se había acordado previamente. Como todos esperaban, Bohemundo reclamó la ciudad como suya aunque Ademar y Raimundo manifestaron su disconformidad. Hugo de Vermandois y Balduino de Hainaut fueron enviados a Constantinopla. Balduino desapareció tras una emboscada sufrida en el camino. Cuando Hugo alcanzó al emperador a las puertas de la capital de imperio, Alejo manifestó su impotencia para enviar una expedición que consiguiera reclamar su soberanía sobre Antioquía teniendo en cuenta lo avanzado de la estación veraniega. Había que esperar.